# Kuprej
Kuprej (Bos sauveli) je druh divoce žijícího tura, pro nedostatek pozorování však nelze v současné době vyloučit, že již vyhynul.

## Popis
Samci kupreje dorůstají ke 190 cm kohoutkové výšky, samice 140 cm. Váha dospělého samce může dosáhnout až 900 kg. Jedná se o poměrně štíhlé zvíře na vysokých nohách a s výrazným hrbem na hřbetě. Velmi silně bývá vyvinut kožní lalok, který sahá od brady až do středu břicha. U některých samců je vyvinut tak, že ho zvíře otírá o travní porost pod sebou. Zbarvení je tmavě hnědé s bílýma nohama. Rohy kuprejů mají zvláštní lyrovitý tvar a vyznačují se zvláštním roztřepenm prstencem asi ve třech čtvrtinách délky rohu. Kuprej se vyskytuje velmi vzácně v pralesích Kambodži, snad i Laosu a severního Thajska. Jedná se o kriticky ohrožený druh. Prokazatelně byl pozorován naposledy r. 1983, ne zcela doložené je pozorování několika jedinců z r. 2006. Od té doby nebyl pozorován a je proto možné, že již vyhynul.

## Historie
Tento druh popsal francouzský zoolog Achille Urbain v roce 1937 (toho času byl ředitelem pařížské zoologické zahrady). V polovině 30. let podnikl studijní cestu do Kampučie, kde pobýval u svého přítele, veterináře Sauvela. U něj si všiml zajímavé trofeje. Zjistil, že patří turu, vyskytujícímu se ve zdejším okolí, domorodci nazývanému kuprej. Nově popsaný druh nazval po svém příteli Bos sauveli. Urbain se do Paříže vrátil s trofejí a jedním odchyceným exemplářem. Ten bohužel zašel v průběhu během 2. světové války. Od té doby nebyl v zajetí nikdy chován.

## Zařazení
Kolem systematického postavení kupreje panují jisté nejasnosti. Některé studie považují kupreje za zdivočelou populaci domácího skotu nebo za křížence zebu a bantenga. V současnosti však začíná převažovat názor, že se skutečně jedná o svébytný druh divokého tura.